# Les Diablerets (bergsmassiv)
Les Diablerets är ett bergsmassiv i kantonerna Valais och Vaud i Schweiz. Det ingår i Bernalperna.
Diablerets sträcker sig 12,6 km i sydvästlig-nordostlig riktning. Den högsta toppen är Le Sommet des Diablerets, 3 216 meter över havet.
Topografiskt ingår följande toppar i Diablerets:
- Culan
- Dent Blanche
- Diableret
- Gstellihorn
- La Fava
- Le Dôme
- Le Sommet des Diablerets
- Les Toulars
- Mont Gond
- Nägelihorn
- Oldenhorn
- Sanetschhorn
- Schluchhorn
- Sex des Fours
- Sex Rouge
- Tête d'Enfer
- Tête Noire
- Tête Ronde
- Tour St. Martin

### Fotnoter
1. ↑  ”Les Diablerets” (på engelska). Mountain Forecast. http://www.mountain-forecast.com/peaks/Les-Diablerets. Läst 12 februari 2014.
2. ↑  ”Viewfinder Panoramas Digital elevation Model”. http://www.viewfinderpanoramas.org/dem3.html. Läst 21 juni 2015.